# Pajarito
Pajarito è un comune della Colombia facente parte del dipartimento di Boyacá.